# 日本拳法
日本拳法（にっぽんけんぽう、にほんけんぽう）は、防具（面・胴・股当その他）とグローブを着用して打撃技、投技、寝技を駆使して勝敗を競い合う新興武道。日拳（にっけん、にちけん）と略されて呼ばれることもある。
1932年（昭和7年）に柔道家で、空手家の摩文仁賢和に一時師事していた澤山宗海（さわやまむねおみ）により創始され、澤山が立ち上げた日本拳法会を基に複数の流派・団体が分裂しており、試合形式や昇段条件等も各々で違いがある。
後述のように当初から大学を中心に普及が進められ、ボクシング・キックボクシング・総合格闘技にもプロ選手を輩出している。

## 概要
日本拳法の起源については、開祖の澤山宗海（本名・勝）自身、その著書でその詳細を語っていないので諸説あるが、当時の事情を知る関係者の証言や関係資料によると概ね以下の通りである。
澤山は元来「当身」の技に興味があり、関西大学学生だった昭和初期の頃、いくつかの古流柔術を見て回ったが納得するものがなかった。
そこで、当時沖縄から大阪に転居して唐手（現・空手）を教え始めていた摩文仁賢和（糸東流開祖）とその友人の宮城長順（剛柔流開祖）を招聘して、1930年（昭和5年）6月15日に関西大学に唐手研究会を設立した。
これが日本拳法および関西大学拳法部のはじまりであり、関西大学が日本拳法発祥の地である。
澤山の唐手の師匠について、後年弟子の森良之祐が摩文仁・宮城両人と親しくつきあいのあった小西康裕に質問したところ、摩文仁には師事したが宮城とは関係がなかったという。おそらく大阪に転居した摩文仁と違って、沖縄在住で一時的に関西を訪問した宮城長順にはそれほど師事する期間はなかったものと思われる。ただし宮城長順が1934年（昭和9年）に著した『唐手道概説』には、沖縄県外で活躍する「唐手指導に携る者」として「澤山勝」の名が明記されている。
唐手を習い始めたものの、稽古の大半は形であり、自由な打ち合いに興味を抱く澤山は次第に唐手に興味を失っていった。そこで、澤山は大阪府吹田市にある垂水神社の境内で同門たちと自由に打ち合う組手稽古をはじめた。(自由組手のはじまり)
そして、1932年（昭和7年）、関西大学法学部を卒業すると、同年秋、同門たちと母校の関西大学において「大日本拳法」と称する唐手とは別の武道を正式に起ち上げた。ただし、当時摩文仁も糸東流を名乗る以前で「大日本拳法関西空手術研究会」という類似の名称の団体を名乗っており、摩文仁側が澤山たちの行動を独自の武道の立ち上げと認識していたのかは判然としない。上述の宮城長順『唐手道概説』（昭和9年）には、まだ唐手指導者と記されている。その後、1934年（昭和9年）には防具着装による稽古を開始した。
澤山は自身の母校である関西大学拳法部内に大日本拳法会（現在の公益財団法人日本拳法会）を創設。（創設の際、関西大学拳法部が費用・人材を提供。）
創設当初から大学を中心に普及を進めた。
1935年(昭和10年)には関西学院大学にも拳法部が創設され、まもなく両校による大学対抗戦が開始された。関東進出を任された弟子の森良之祐（関西大学出身）は上京直後（昭和28年頃）に一時除名されたが、その後一転して「右ニ東京ニ於ケル拳法ヲ一任ス　日本拳法宗家澤山宗海」となったことから、日本拳法協会を設立して関東方面での普及活動を開始したという。その後、その協会から分裂して連盟が生まれた。関東では立正大学が東日本の大学で最初の日本拳法部として創部され、以降徐々に広がりを見せる。
澤山が日本拳法創始時、、関西大学の学生と研究したことから同大では現在でも「学技」としており強豪である。その後、国士舘大学や明治大学が関西圏の選手を引き抜くようになり、高校で実績を残した選手は関東の大学に引き抜かれる場合が多い。他に中央大学、龍谷大学、早稲田大学、関西学院大学、大阪商業大学、立命館大学なども強豪として挙げられる。
このように、日本拳法は関西大学を中心に発展し、その後他の大学にも広がっていった。現在では全国66大学で課外教育活動（部活動）として日本拳法が行われている。
すべて大正以降の出来事だが、総合格闘技ムーヴメントより遙か前から多種類の技を駆使する直接打撃制の歴史を重ねてきている。その即用性の高さから、協会の拳法は自衛隊の教練にも取り入れられ、森良之祐が自衛隊徒手格闘制定に参画したことから、自衛隊徒手格闘は協会拳法と柔道と富木流合気道をベースに作られた。また、森は警察大学校の講師でもあったため警察の逮捕術にも大きな影響をあたえている。全国の大学に部活があり、その出身者たちの活躍も発展の素地となっている。
松永俊治（関西大学出身）は1962年から1970年まで全日本拳法個人選手権を9連覇した後に1975年にも優勝し、連覇記録、通算優勝回数とも歴代最多記録を保持している。また、雑古哲夫（関西大学出身）は合計で49回の優勝を重ね、海外での指導も行い日本拳法を国外へ広めるのに一役買っている。

## 組織の分裂問題
日本拳法は全国66大学・40高校で課外教育活動としての活動がなされているもののインカレ・インターハイへの参加はなされていない。競技自体も国体正式種目になっていない現状を打破すべく流派・団体の垣根を越え新たに競技団体として公益財団法人全日本拳法連盟（平成21年10月13日内閣府認証）が発足されている。
長年の分裂問題については、法的問題があり訴訟に発展した。日本拳法会が全日本拳法連盟を相手に、拳法普及活動事業での「日本拳法」の名称使用禁止、法人名としての全日本拳法連盟の名称使用禁止等を求めた裁判では、1審の大阪地裁（平成21年（ワ）第2948号、不正競争行為差止等請求事件）が原告全面敗訴判決を下し、2審の大阪高裁（平成22年（ネ）第2247号、控訴人は被告の全日本拳法連盟）でも、原判決が相当であるとして控訴棄却判決が下された。これを受け国体種目・インカレ・インターハイ正式種目への実現に向けて未来志向の取り組みがなされている。
原告（一般財団法人　日本拳法全国連盟）被告（公益財団法人　全日本拳法連盟）の訴訟は最高裁の判断を契機として、（公財）全日本拳法連盟の日体協に加盟申請を出すなどの積極的な活動に対し、（一般）日本拳法全国連盟は代理人による問い合わせ相談にとどめていたが、会員多数の要望により「国体の使命は終わった」との主張を取り下げ、排他的な態度をあらため他団体との対話を積極的に重視する方針の表れとして近年中に日体協加盟をはたし国体正式種目採用を目指すと、ウェブサイト上に（一般）日本拳法全国連盟 小西　丕会長名で高らかに声明するに及んでいる。流派・分派が乱立する厳しい環境を競技団体としてまとめる活動を評価され内閣府から認証され公益性があり社会的に高い信頼度を保障されている公益財団法人　全日本拳法連盟での加盟が現実的であるとの指摘もある一方、いまだ同法人の設立経緯や実体性に疑問を呈する声もある。
日本拳法は既得利権が私的競技団体を存続させ公的競技団体への取り組みを阻害させる大きな要因となっていたが、平成24年1月10日、一般財団法人日本拳法全国連盟の一翼を担う日本拳法連盟はウェブサイト上の声明文で、公益財団法人日本体育協会に加盟、国体正式種目を目指すと宣言するに及んだ。教育機関である高校連盟・大学連盟、社会教育である道場・自衛隊等も私的競技団体から公益財団法人傘下の公的競技団体として脱皮の時期に来ていると言えよう。
平成24年2月28日、最高裁判所第三小法廷において、一般財団法人「日本拳法全国連盟」（同代表者代表理事　小西　丕）特定非営利活動法人「日本拳法会」（同代表者理事　小西　丕）が公益財団法人「全日本拳法連盟」（同代表者代表理事　桟原富士男）を訴えていた【不正競争行為差止等請求事件】の上告を棄却した。これで原告の一般財団法人「日本拳法全国連盟」（同代表者代表理事　小西　丕）・特定非営利活動法人「日本拳法会」（同代表者理事　小西　丕）の全面敗訴となり、地裁（原告敗訴）・高裁（原告敗訴）・最高裁（棄却）と続いた一連の裁判闘争に『司法の正式決定』がなされ終止符が打たれた。
その後、一般財団法人「日本拳法全国連盟」、一般社団法人「日本拳法協会」、一般社団法人「全自衛隊拳法連盟」、「日本拳法東北連盟」などが、一般社団法人「日本拳法競技連盟」を設立し、日本スポーツ協会（JSPO）に加盟してメジャー競技の仲間入りを果たした。
しかし、令和に入ってから再び分裂問題が発生する。「日本拳法競技連盟」の中核を成す公益財団法人「日本拳法会」に於いて、令和3年2月13日に定例部長会が開催され、そこで「令和3・4年度役員改選」が実施された。参加者全員の異議なく選挙が実施され、投票結果は茂野直久11票、山本隆造18票（委任状4票含む）白票2票となり、次期「日本拳法会」会長に山本隆造が会長に選ばれた。選挙後、茂野直久は選挙結果を認め「長らくみなさまにはご協力いただきありがとうございました。今後、山本新会長を支えて日本拳法会がますます隆盛になることを祈念しております」と退任の挨拶を行った。
（公財）日本拳法会 令和3・4年度役員改選選挙(2021年2月13日）
ところが、茂野直久は2日後に選挙の無効を主張し、理事会・評議員会を開催し会長に就任したと主張。 その後「日本拳法会」は、従前の慣習に従い部長会における選挙で選ばれた山本グループと理事会・評議員会で選ばれた茂野グループに分裂した。この状況に鑑みて、選挙で山本隆造を支援したメンバーが中心になり、こちらが正当な「日本拳法会」であると裁判を起こした。裁判では、慣例での会長選出選挙が有効か、定款による理事会決議が有効かが争われたが、定款による理事会決議が有効と判断され、茂野直久が会長として認められた。その後、山本グループが 「一般社団法人 日本拳法西日本連盟」 を立ち上げ、現在も分裂状態が続いている。
＜参考＞
●日本拳法会の部長会と理事会の役割
日本拳法会の組織構造において、部長会と理事会はそれぞれ重要な役割を果たしている。
【部長会の役割】
部長会は日本拳法会において非常に重要な位置づけを持っている。
・最高意思決定機関として機能している。
・会長選挙を実施する権限を持っている。
2021年2月13日の定例部長会で、令和3・4年度の役員改選選挙が行われた。
```
 組織の重要な決定事項を議論し、決議する場となっている。
```

【理事会の役割】
理事会は部長会の決定を受けて、以下のような役割を果たしている。
・部長会の決議を追認する機能を持っている。
・日常的な組織運営に関する決定を行う。
・公益財団法人としての意思決定機関として機能している。
【両者の関係性】
部長会が組織の最高意思決定機関として位置づけられており、理事会はその決定を尊重する立場にある。部長会での決議が組織の方向性を決定し、理事会がその実行を担保する形で協力関係にある。この組織構造は、日本拳法会の伝統的な意思決定プロセスを反映しているが、2021年の会長選挙をめぐる騒動で、この構造自体が議論の対象となった。組織のガバナンスと意思決定プロセスの透明性確保が今後の課題となる可能性がある。

## 特徴
競技形式をいち早く確立した点や、防具を使用した直接打撃制である点に特徴がある。ただし、組手とは言わず防具練習（拳法会での呼称。協会、連盟では実乱撃と呼称。実撃を行う。）、空乱（空撃・寸止めで行う）、想乱（いわゆるシャドーボクシング）という言葉を用いている。試合ルールは、拳法会が剣道と同じく三本勝負、協会がポイント制を採用している。
拳法会は打撃抜きで即組み付き、崩し、押し倒す。テイクダウンを用いる戦法も認められており立試合業の面蹴りを実撃に、協会では打撃を重視して規格統一的な指導を行い靴着用で蹴りが多彩なものの面蹴りを仮当てとし、連盟では中間を採っている。

### 拳技

#### 突技
突き（空手で言う直突き：下肢も含めた全身運動を拳に収束する）の威力は一部の他流派でも知られており、日本拳法を代表する技の一つと言われている。しかし、澤山の創案した突打蹴に波動の法則を適用して人体の柔体を利用し、打撃技に強い威力を与える本来の代表技である「波動拳」はあまり知られていない。具体的技術としては構えの手を開手として手首をできるだけ起こし、突きを出すに従って徐々に指先から丸めて拳を作り、目標に当たる瞬間に決めを作る。言い換えれば手首のスナップを最大限に生かした突きと言うべきものである。この動作により柔らかい構えから一気に強力な突きを繰り出す。これは拳技のみならず、蹴り技にも応用されている。澤山直伝の拳法は、この波動と円の動きが組み合わされた流れるような拳法であり、今日の打撃系格闘技に見られるボクシング的な動きとは一線を画すものであったと伝えられる。

#### 打技
突技と打技の違いについて、宗家では「突と打の異なるところは、拳の撃線が、突きの直線性なのに対して打の方は円線または弧状を描くことである」と定義している。
拳の用法により、以下のように呼称されている。
横打
ボクシングのフックにあたる
外打
空手の裏拳打ちにあたる
斜打
野球のオーバースローに似た動きで相手の面を打つ
揚打
ボクシングのアッパーカットにあたる
それぞれ拳を固めてボクシングのように打つ方法もあるが、波動拳を利用して横打ならフックの軌道状で開手の手首を柔らかく返し、相手のこめかみに当たる寸前に拳を固めて打つという方法も有る。この場合、同じ人体の急所でも顎より頭部の急所を中国武術の「点穴」のように捉えて打つという感じとなる。
また、上記とは別に相手の突き手を潜り急接近して脇に構えたオープングローブ（掌拳、掌底）を用い、すれ違いざまに胴を打つ技が存在した。近藤寿一がこの使い手として有名な1人で、本人によれば現役選手時代は人から嘲られようが爪先立ちで日常を過ごし続け、常に下肢の鍛錬に努めていたという。

### 蹴り

#### 突蹴り
槍をかい込んで突き徹すような突き蹴り、かがんだ相手の胴部を蹴り上げる揚げ蹴り等、拇指の下あたり(裏足)を当てる蹴りが多用される。胴への横蹴り（廻し蹴り）は少なく、使用しても面への横蹴りと後ろ廻し蹴り(拳法会では素足で鉄面を蹴ることになるため、打撲、骨折などの怪我のリスクが高い)以外では審判に採られ難かった。他流派の影響も受けたせいか、横蹴り（横突蹴り、足刀蹴り）も多々見られるようになっている。

#### 膝蹴り
相手に組みついた際などに使う。膝頭による蹴打。

#### 踏蹴り
倒れた相手などに用いる踏みの蹴り。

#### ローキック禁止
防具のない箇所への打撃は反則とされているので、ローキックは禁止だが足払いは有効である。

### 組み討ち
原則として投げ技のみで一本にはならない。倒れた相手に追撃を加えるか関節技をかけて、それらが成功して初めて一本が採られる。また、ムエタイの首相撲のような攻防からの膝蹴りも認められている。完全な膠着状態にならない限り攻防が止められることはなく、投げてからより幅広い攻防が繰り広げられることになる。

#### 倒れた相手に
上記のとおり倒れた相手へ関節技以外の攻撃も認められている。突き・蹴り・踏み蹴り（頭部や胴、股を踏みおろす）・抑え込んでの頭部、胴部への膝蹴り・足を掴んでの股蹴り・いわゆる4点ポジションからの頭部への膝蹴りは全て有効である。ただし、踏み蹴りは危険防止のため空撃かライトコンタクトにより一本とされ、強打は危険行為として即反則負けになるケースもある。

## 全方位的な武道
柔道家でもあった澤山は日本拳法を「全方位的な武道」として捉えていた。

### 日本武道として
澤山は、日本拳法に空手の貫き手にあたる「指頭拳」等の拳足技術を取り入れていた。

### 総合格闘技として
澤山は、日本拳法を「古代パンクラッチオンを防具とルールの補備で安全化したものと言えるであろう」と述べている。
1993年にUFCが誕生して以降、古代パンクラチオンスタイルの総合格闘技では「重要なのは寝技のポジショニング」というセオリーがわかってきた。柔道の形態を嘆いて始められた日本拳法だが、この寝技のポジショニングが重視されていないため、総合格闘技でありながら古代パンクラチオンスタイルの総合格闘技では組技格闘技の柔道よりも向かないという見方もある。ただし、上述のような踏み蹴りや4点ポジションからの頭部への膝蹴りなど寝技での打撃技が競技ルールに組み込まれ、その技術が体系化されているのは他の格闘技に類がない。
他流派との交流も一部では盛んで、名古屋の同心会館（日本拳法全国連盟中部日本支部）は、2005年以来定期的に日本拳法道場で唯一プロ総合格闘技興行の「HEAT」を開催している。
日本拳法と同じく総合武道の試合形式である大道塾空道の主宰する北斗旗（空道全日本選手権）には、辻井恭（拳友会）・佐藤隆之（拳友会）・岡崎克史（青葉拳友会）・齋藤徹（日本拳法梟雄会）・山内真也（青葉拳友会）ら日本拳法の選手が出場し、上位入賞・各賞受賞などしている。

## 出身者

### 格闘家

#### ボクシング
- 渡辺二郎 - 元WBC・WBA世界スーパーフライ級統一王者
- 尾川堅一 - 元IBF世界スーパーフェザー級王者
- 前田稔輝 - 全日本フェザー級新人王
- 赤林檎 - 第4代女子日本バンタム級王者、第2代WBO女子アジア太平洋バンタム級王者

#### キックボクシング
- 猪狩元秀 - 元WKAミドル級王者、全日本キックボクシング連盟ウェルター級・ミドル級王者、元K-1レフェリー
- 長江国政 - 元全日本フェザー級、WKA世界ライト級王者、元ジャパンキックボクシング協会会長

- 長島☆自演乙☆雄一郎 - K-1 WORLD MAX 2010 〜-70kg Japan Tournament〜優勝、ニュージャパンキックボクシング連盟スーパーウェルター級王者
- 皇治 - ISKA K-1ルール世界ライト級王者、元HEATキックルールライト級（60kg）王者

- 和島大海 -  第4代　K-１WORLD GPスーパー・ウェルター級王者
- 中村寛 - 第8代RISEライト級王者
- 丹羽圭介 -　RISE RISING ROOKIES CUP 2010 スーパーライト級王者、REBELS初代63kg級日本王者
- 小西拓槙 - ISKAインターコンチネンタルスーパーウェルター級王者

#### シュートボクシング
- 梅野孝明 - シュートボクシング日本スーパーウェルター級王者。

#### 総合格闘技
- 中村優作 - 初代WSOF GCフライ級王座
- TAISHO -  SAW中部大会 70kg級トーナメント 優勝（2000年）、シュートボクシング 柔術4人賞金トーナメント 優勝（2004年）
- 火若津将軍 -  第4回全日本アマチュア修斗選手権 ライトヘビー級 優勝（1997年）
- 佐藤洋一郎 -  第3代修斗環太平洋ミドル級王者
- 木村柊也 -BRAVE GYM所属
- 芳賀ビラル海 -MASTER JAPAN所属 ・PRO MMA FIGHTER・GRACHAN ライト級1位
- 入田和樹 - ICO認定kickboxingヘビー級王者 前DreamGate kickboxingヘビー級王者【総合格闘技TEAM日髙所属】
- 左禅丸 -初代TRIBELATEシニアリーグ ミドル級 王座
- 角野晃平 -DEEPウェルター級王者

### プロレス
- 拳王 - みちのくプロレス第12代東北ジュニアヘビー級王者。後にプロレスリング・ノアに移り、GHCジュニアタッグ王者。

### その他の有名人
- つボイノリオ - ラジオパーソナリティ、シンガーソングライター。
- 神野正史 - 河合塾世界史講師、世界史ドットコム講師。
- 林省之介 - 元大阪芸術大学客員教授、元関西大学教授、元衆議院議員。
- 藤本義一 - 小説家。
- 平野伸一 - 元アサヒビール社長、元早稲田大学日本拳法部主将。
- 北芝健 - 元警察官、小説家。
- 清水アキラ - モノマネタレント、元足利工業大学拳法部監督。
- にっけん君（若杉 陽）-格闘家YouTuber(Breakingdown2.3.4.5.7出場)
- にしゃんた -スリランカ生まれで日本在住のタレント。社会科学者。羽衣国際大学現代社会学部教授。
- 犬塚志乃（犬塚絢香）-タレント（静岡協同エージェンシー）、「2019ミス・ユニバース・ジャパン愛知準グランプリ」